# 福崎正之
福崎 正之（ふくざき まさゆき、11月15日 - ）は、日本の男性声優。千葉県出身。ALBA所属。特技はスキー、ゲーム。

## 出演

### テレビアニメ
- クレヨンしんちゃん（2006年 - 2009年、警察官、男、馬面弟、男子高校生B、社員B 他）
- 忍たま乱太郎（2009年、蜉蝣〈2代目〉）
- 名探偵コナン（2010年、おじさん）

### 劇場アニメ
- クレヨンしんちゃん 伝説を呼ぶ 踊れ!アミーゴ!（2006年、アミーゴ軍団B）
- クレヨンしんちゃん 嵐を呼ぶ 歌うケツだけ爆弾!（2007年、隊員E）
- クレヨンしんちゃん ちょー嵐を呼ぶ 金矛の勇者（2008年、タコ怪人）
- クレヨンしんちゃん オタケベ!カスカベ野生王国（2009年、SKBEボーイズ）

### ゲーム
- クレヨンしんちゃん 嵐を呼ぶ シネマランド カチンコガチンコ大活劇!